# Товарний дефіцит в СРСР

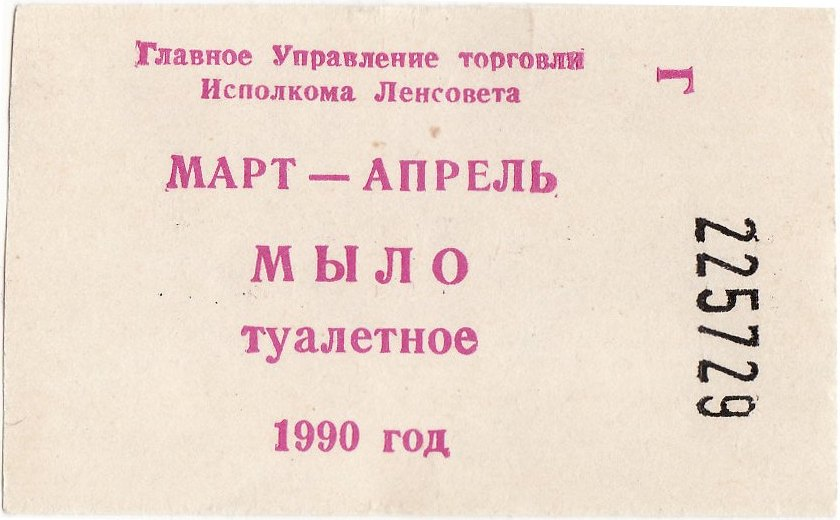
Товарний талон 1990 року, Ленінград, РРФСР

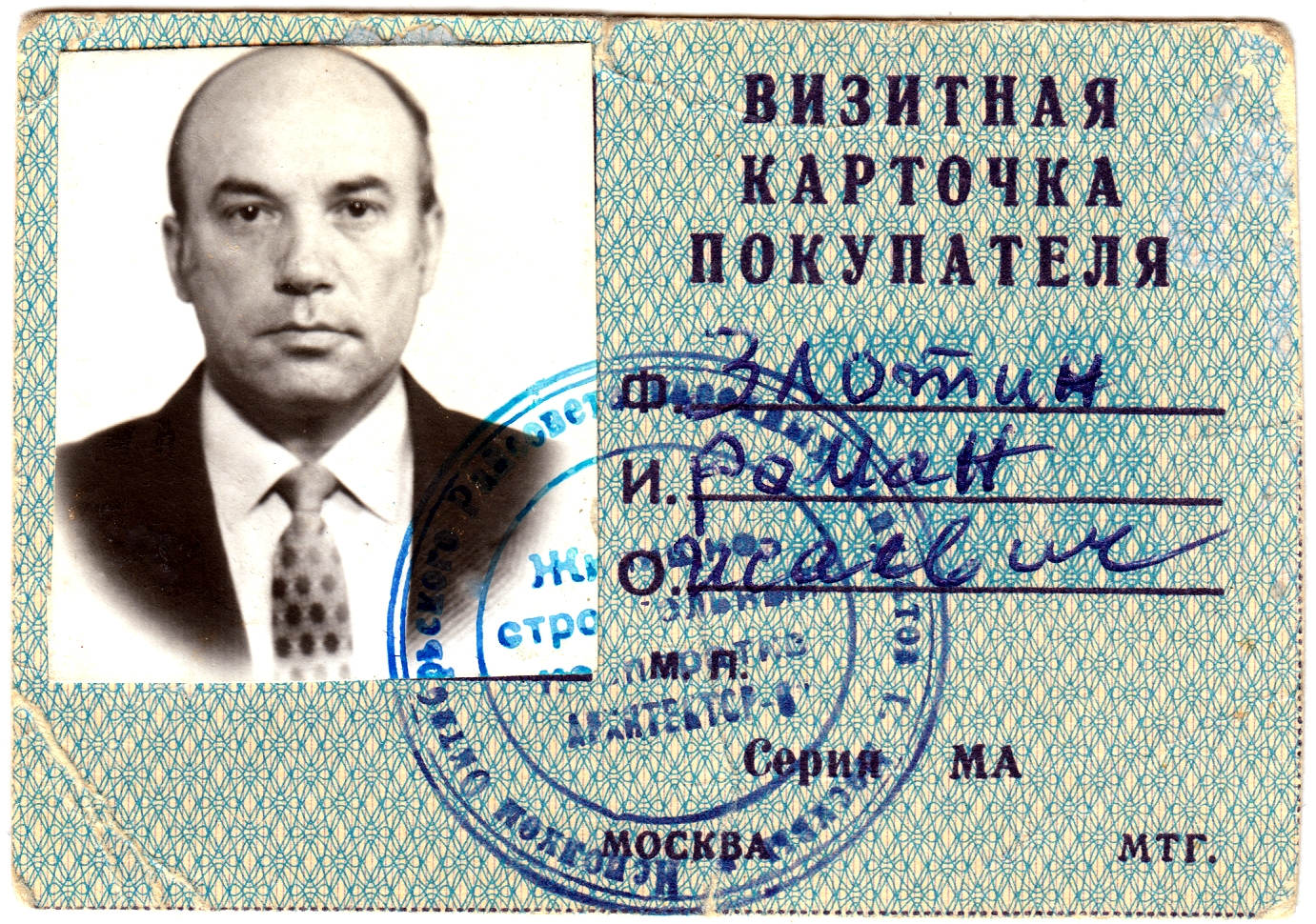
Картка покупця 1990 року, Москва, РРФСР

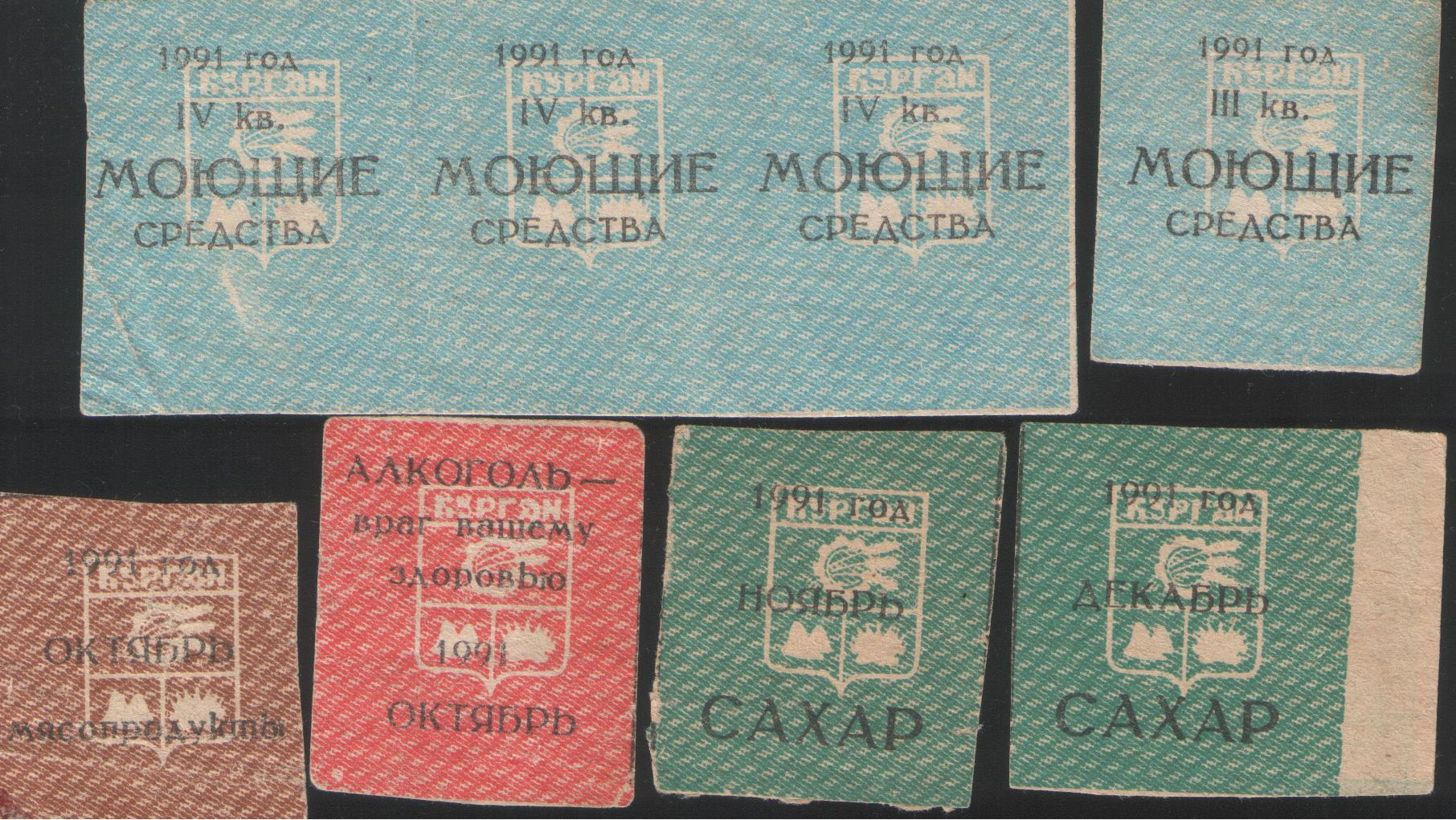
Товарні талони 1991 року, Курган, РРФСР

Товарний дефіцит в СРСР — хронічна нестача окремих товарів і послуг в СРСР, економічне і соціальне явище, притаманне радянській плановій економіці. Товарний дефіцит існував протягом всієї історії існування СРСР.
Дефіцит був потужним чинником соціальної стратифікації у радянському суспільстві. Доступ до дефіцитних речей структурував населення на окремі групи у двох категоріях: за професійним параметром (за родом занять) і за географічним параметром (за місцем проживання).

## Причини виникнення товарного дефіциту
Дефіцит в СРСР формувався в результаті впливу на пропозицію і попит товарів цілого ряду факторів, таких як:
- плановий характер економіки, при якій обсяги виробництва і номенклатура товарів та послуг визначалися сталими планами, а не ситуацією на ринку, яка постійно змінювалася;
- директивне формування цін на окремі товари, за яких їхнє виробництво ставало невигідним;
- непрогнозований вплив на попит окремих культурних явищ на «заході»;
- неконвертованість грошової одиниці;
- закритість радянської економіки;
- невідповідність обсягів виробництва товарів споживання (група Б) відносно засобів виробництва (група А);
- загальна технологічна відсталість.

Перманентний вплив цих факторів постійно призводив на нестачу товарів для населення, а також народного господарства — сільгосп- та промислових підприємств.
Успіхи країни оцінювалися в тоннах чавуну і сталі, а виробництво споживчих товарів ставало пріоритетним лише в рідкісні моменти історії СРСР. Найважливішим чинником був постійний дефіцит товарів повсякденного попиту, розподіл за допомогою неформальних зв'язків та тіньових ринків. Дефіцит був центральним фактом економічного і повсякденного життя. І якщо для номенклатурних чиновників існували особливі офіційні канали отримання товарів і послуг, то для більшості громадян залишалося сподіватися на неформальну мережу родичів, друзів та знайомих.
Незбалансована і неповоротка планова економіка де-юре заперечувала, а де-факто створювала умови для спекулянтів і перекупників, при цьому партійно-державний апарат і ділки тіньової економіки доповнювали один одного і часто відкрито обмінювалися послугами.

## Структура дефіциту

### Побутовий дефіцит
В категорію дефіцитних для населення в різний час потрапляли житло та окремі категорії товарів, таких як продовольчі товари, автомобілі, електронні прилади, взуття, шпалери, туалетний папір тощо. Побутовий дефіцит неодноразово призводив до введення карткової системи на розподіл товарів.

### Промисловий дефіцит
Окрім населення з постійним дефіцитом стикались сільгосп- та промислові підприємства. В категорію дефіцитних для підприємств в різний час потрапляли комбікорми, машини, верстати, прилади тощо. Промисловий дефіцит призвів до формування в СРСР системи лімітів на отримання сировини, обладнання, послуг і навіть робочої сили.

## Історія дефіциту

### Дефіцит в перші роки існування СРСР
Більшовики монополізували виробництво солі, щойно прийшовши до влади, і навіть після відмови від політики «воєнного комунізму» Ленін наполягав на тому, щоб сіль видавалася селянам лише після того, як вони відмовляться від хліба. З другої половини 1916 року знецінення російського рубля прискорилося, а кількість банкнот в обігу зросла від початку війни до 1917 року на 414%. Умови нееквівалентного обміну продуктами харчування і промисловими товарами та дефіцит останніх призвели до поступового скорочення економічних зв'язків між містом і селом, внаслідок чого село почало відгороджуватися від міста, що врешті-решт призвело до ще більшого розбалансування економіки.
Постійний дефіцит товарів повсякденного попиту та їх розподіл через неформальні зв'язки і тіньові ринки є невід'ємними рисами радянської економіки, що виникли в результаті переходу до централізованого планування планування наприкінці 1920-х років.
Докладніше див.: Нова економічна політика

### Дефіцит 1930-х
«Друга економіка», процвітала як спадкоємиця приватного сектору 1920-х років, і хоча гострота дефіциту в середині 1930-х років була дещо пом'якшена розвитком легкої промисловості, реальні доходи населення не зростали, і тому товари залишалися, як і раніше, недоступними.
Див.також: Торгзін

### Дефіцит 1940-х— початку 1960-х
Навесні 1943 року успішному проведенню посівної кампанії заважала нестача мастила, палива та запчастин, гостра нестача насіння (40-50%), значну частину робіт доводилося виконувати на живому тяглі через широке залучення червоноармійців до сільськогосподарських робіт. Починаючи з 1944 року, відчувався гострий дефіцит товарів широкого вжитку. Станом на 1945 рік відзначається дефіцит будматеріалів, механізмів, спеціального обладнання, машин, висока частка ручної праці, відсутність необхідної кількості кваліфікованих робітників та інженерно-технічних працівників. В 1947 році існували такі явища, як «норми відпуску товарів в одні руки»: хліба — не більше 2 кг, крупи — 1 кг, м'яса — 1 кг, молока — 1 л, взуття — 1 пара, сірників — 2 коробки тощо, що не заважало торгівлі утворювати постійні черги і хронічні дефіцити.
Інша ситуація склалася в країні в період правління Хрущова, який в 1959 році на XXI з'їзді КПРС висунув одну зі своїх знаменитих авантюрних ідей — наздогнати і перегнати Америку з промислового і сільськогосподарського виробництва на душу населення до 1970 року. У 1960-ті роки швидке зростання обсягів виробництва товарів масового споживання вперше досягло таких масштабів, що дозволило відносно наситити споживчий ринок. Одночасно з цим радянський уряд, взявши політичний курс на «підвищення добробуту народу», зробив зусилля для зростання грошових доходів населення, досягнення «соціальної однорідності суспільства» через штучне «підтягування» низькооплачуваних верств до середнього рівня заробітної плати. Відбулася справжня споживча революція.
Однак СРСР не міг сконцентрувати всі ресурси на підвищенні добробуту народу, вкладаючи значні ресурси в гонитву озброєнь і освоєння космосу, в сільське господарство та електроніку, житлове будівництво. Ринок споживчих товарів відрізнявся бідним вибором і слабким дизайном моделей, призначених для масового продажу, і не встигав за зростанням платоспроможності і формованою новою споживчою культурою населення. Дефіцитні послуги, наприклад, приватних кравців, можна було придбати на «чорному ринку», що існував у великих містах. Існувала і «книжкова фарца», що торгувала книгами Хемінгуея, Шоу, Брехта, Золя, тільки «з рук» можна було купити квитки в театри та деякі великі музеї. Ще в сталінську епоху у спекулянтів купували продукти та одяг, діставали «…залізничний квиток, путівку до будинку відпочинку „за блатом“, просто одні частіше вдавалися до послуг „другої економіки“ і краще вміли робити це, ніж інші».
Всередині 1950-х років в радянському суспільстві з'явилося стійке явище «черга за автомобілем»: записавшись в 1954 році в чергу за автомобілем «Москвич-401» вартістю 9000 рублів, покупець лише в 1957 році міг стати власником «Москвича-402», виклавши за нього вже 15000 рублів.
Вважають, що на початку 1960-х років радянська промисловість вирішує розробити і виготовляти пристойний автомобіль для мас. Проте рішення, прийняте на високому державному рівні про будівництво цього заводу, не було логічним розвитком якої-небудь продуманої соціальної концепції, і задачі при цьому ставились зовсім не зв'язані з розвитком масової автомобілізації в країні, а носили тактичний характер — потрібно було вилучити масу нереалізованих грошей, які вже в той час почали накопичуватись у населення через весь час зростаючу нестачу продуктових і промислових товарів. З усім тим, це стає зірковим часом радянської автомобілізації. Через слабкість технічних служб майже всі автомобілі СРСР до виходу другого покоління безповоротно застарівали. Автомобільні заводи, маючи всі можливості для випуску великої кількості машин, проте, не могли налагодити їхнє виробництво через нерозвиненість своїх експериментальних цехів і конструкторських бюро.
В 1964 році в СРСР були створені спеціалізовані валютні магазини «Бєрьозка».

### Дефіцит середини 1960-х— 1970-х
Соціальний престиж партійно-радянської номенклатури не лише визначався близькістю до влади та систем розподілу дефіцитних товарів, а й підкріплювався матеріальними статками. Наприклад, у 1965 році ставка першого секретаря ЦК КПУ становила 700 руб., другого секретаря — 630 руб., заввіділами — 410 руб., інспекторів — 310 руб., інструкторів та лекторів — 200 руб. Додатково передбачалися виплати на лікувальні заходи (до 80 % заробітної плати), матеріальна допомога, оплата всіх відряджень, видача пільгових путівок до санаторіїв та будинків відпочинку. Перший секретар республіканського ЦК і перші секретарі обкомів партії мали право на службовий автомобіль. Керівники високого рангу часто влаштовували собі кілька квартир чи будинків, а маючи один легковий автомобіль, з метою наживи або для родичів могли стояти в черзі за іншим.
у 1970 році Рада міністрів РСФСР внесла пропозицію про переселення з УРСР у 1971—1975 роках у колгоспи і радгоспи Далекосхідного економічного району і Читинську область 12,5 тисяч сімей, Рада міністрів УРСР висловила незгоду в тому числі і через дефіцит робочих рук, і український уряд погоджувався лише на 2,5 тисячі сімей.
Матеріальне благополуччя радянських громадян у брежнєвський час зростало, відбулось підвищення заробітної плати, а у 1972 році відбулось підвищення стипендії студентам вишів, проте значна кількість доходів фактично не реалізовувалася, а накопичувалася на вкладах в ощадкасах. Якщо станом на 1968 рік ще 21,7 % робітників і службовців отримували платню менше 70 рублів, то на 1976 рік їх налічувалося лише 9,6 %.
В той самий час частка працівників із зарплатою 130—180 рублів зросла у 1,7 раза, із зарплатою 180—200 рублів — у 2,6 раза. Хоча постійно підвищувалася зарплата колгоспників, утім, вони залишалися найменш забезпеченою категорією населення серед всіх працюючих, і станом на 1 квітня 1980 року 2116 (30 %) колгоспів оплачували працю своїм робітникам нижче діючих тарифних ставок у радгоспах (тобто менше 70 рублів на місяць), зокрема, у 609 колгоспах оплата праці була нижче 60 рублів місячно. Серед союзних республік Україна посідала одне з останніх місць за рівнем оплати праці колгоспників.

### Дефіцит з 1980-х і до розпаду СРСР
З кінця 1970-х років в СРСР почав проявлятися гострий дефіцит продуктів харчування, зокрема ковбаси, м'яса, гречки. На окремих підприємствах у цей час були організовані заходи для забезпечення цими продуктами своїх співробітників. Практикувалося придбання продуктів у столиці і великих містах під час відряджень, поїздок на відпочинок тощо, а також по знайомству. Окремі підприємства напередодні свят влаштовували спеціальні поїздки в Москву та інші великі міста за продуктами. Виникли так звані «ковбасні електрички», якими з найближчих до столиці міст курсували покупці.
В той самий час стали з'являтися кооперативні магазини від сільськогосподарських підприємств, де ця продукція продавалася за завищеною приблизно вдвічі ціною (як приклад, державна ціна м'яса становила близько 1,70—1,90 руб/кг, в кооперативних магазинах воно коштувало 3,30—3,60), але за відносно низької зарплатні достатку все одно не спостерігалося. Дефіцит м'ясних продуктів не відчувався в Москві, містах-героях (Ленінград, Київ, Одеса, Мінськ, Севастополь та інші), окремих північних містах, районах будівництва АЕС тощо. Ці міста також стали донорами продуктів для приїжджих.
Найзабезпеченіший всіма видами продукції був Київ. Подальша соціальна стратифікація в ієрархії доступу до дефіцитних товарів відповідно до місяця проживання складалася таким чином: жителі значимих за своїм виробничим потенціалом міст (Донецьк, Харків, Дніпропетровськ, Запоріжжя, Севастополь, Кривий Ріг, Дніпродзержинськ, Кременчук, Комсомольськ), міста курортної зони тощо. Фактів перерозподілу ресурсів на їхню користь цілком достатньо.
Двома культами радянського соціуму брежнєвської епохи стають «дефіцит» та «імпорт», і наявність у сім'ї продуктів обох цих категорій свідчило не лише про матеріальний достаток, а й про соціальний престиж. Цитрусові, шпроти, натуральна кава, червона ікра, дунайський оселедець, майонез, «Київський торт», «Московська ковбаса», мотоцикл «Ява», касетний портативний магнітофон, джинси, поліетиленовий пакет, чоботи-«чулок» — є брежнєвськими символами статусної ієрархії, а не просто матеріальними речами, які можна купити за гроші. Дефіцит та імпорт зазвичай купували на «чорному ринку», і у 1972 році щодо всієї вартості покупок у громадян покупки на «чорному ринку» у робітників і службовців становили 54 %, у колгоспників — 65 %. Черга є неодмінним соціальним елементом доби застою.
Партійно-радянська номенклатура, найвищі прошарки інтелігенції, які постійно отримували «пайки» поза системою відкритої торгівлі, належали до найзабезпеченіших дефіцитними товарами. Цим категоріям населення був відкритий «чорний хід» магазина чи продуктової бази — одного із символів епохи застою, — саме вони могли першими відбирати найкращий товар. «Пайкове» забезпечення було ознакою їх соціального статусу, привілеєм, не доступним для інших соціальних груп.
В 1980-і роки СРСР перебуває в глибокій кризі, корупція і беззаконня стають невід'ємними атрибутами радянського життя; тіньова економіка керує державою; черги в звичайних магазинах за панчохами чи ковбасою досягають фантастичних розмірів; основним заняттям, а то й смислом життя більшості населення стає пошук знайомих, котрі мають «блат», або можливість покупки харчових продуктів і дефіцитних товарів; товари починають продаватися з-під прилавка — система державної торгівлі повністю дискредитує себе.
Див. також: Фарцування
На середину 1980-х років аграрний сектор мав статус найзанедбанішої ланки економіки.
На відміну від керівництва СРСР, пересічні громадяни в середині 1980-х років не знали про те, що ситуація в сфері економіки — критична.
У 80-ті роки, після періоду «застою», в СРСР у 1985 році (квітневий Пленум КПРС) відбуваються спроби реформування соціалістичної економіки, які направлені на подолання падіння темпів економічного розвитку і ін. 1985 року до влади в СРСР приходить Михайло Горбачов і його соціальні та економічні реформи, особливо політика гласності і перебудова (1987 р.) з «викриттям» соціальних і економічних проблем Радянського Союзу і дозволом відкритого обговорення їх у засобах масової інформації. З приходом до влади М. Горбачова суспільство пов'язувало сподівання на докорінні політичні і соціально-економічні реформи. Суспільство не мало чітких уявлень про напрям і характер реформ, але ніхто не сумнівався в їхній необхідності. Люди починали розуміти, що комуністичний експеримент не працює і що все має змінитися. Навколо Горбачова згуртувалася невелика група політичних діячів, які вважали, що дальше гальмування реформ призведе до втрати впливу керівництва партії в суспільстві і до послаблення позицій Радянського Союзу на міжнародній арені. У червні 1987 року на Пленумі ЦК КПРС проголошено програму радикальної реформи управління економікою, що передбачала перехід від адміністративних до економічних методів управління. Економічна політика отримала назву «перебудови» — було запропоновано модель демократичного, або ринкового, соціалізму з одночасним формуванням нового політичного мислення та демократизацією політичної системи. У 1987 році в країні починаються реформи. У 1988 році з ініціативи генерального секретаря ЦК КПРС М. Горбачова впроваджувалася конституційна реформа — реформа компартійно-радянської системи державної влади в СРСР.
Легку промисловість згідно з постановою Ради міністрів СРСР «Про заходи щодо збільшення виробництва і прискорення насичення ринку товарами народного споживання» (серпень 1988 року) планувалося розбудовувати, оскільки галузь потребувала докорінного переозброєння виробництва, широкого використання сучасної техніки і технології. Однак заплановані в бюджеті кошти на 1986—1990 роки не давали можливості реалізувати задумане.
Протягом 1988 років державні органи вже не стільки піклувалися про якість товарів або розширення асортименту, скільки про задоволення попиту населення найнеобхіднішими продуктами харчування.
У 1989 році в Україні у важкому фінансовому й економічному становищі опинилися індустріальні галузі економіки (металургія, хімічна індустрія, нафтопереробна, гірничодобувна промисловість). Їхня діяльність характеризувалася низькою рентабельністю виробництва у зв'язку з його енергоємністю, фізичним зношенням і моральним старінням виробничих фондів.
У легкій, місцевій, деревообробній, харчовій промисловості заявки на нове устаткування задовольнялись тільки на 60 %. Окремі види устаткування радянська промисловість взагалі не виготовляла. Щорічне оновлення активної частини основних фондів не перевищувало 3 % при нормативі у 8 %, а зношення основних фондів сягало 40–50 %.
У 1987—1991 роки відбулися зміни у характері зовнішніх відносин України, оскільки було ліквідовано державну монополію зовнішньої торгівлі. Згідно з постановою Ради міністрів СРСР (грудень 1988 року) «Про дальший розвиток зовнішньоекономічної діяльності державних, економічних та інших суспільних об'єднань і організацій» перед всіма підприємствами відкрилася перспектива виходу на зовнішній ринок. Щоправда, однією з проблем була відсутність належного досвіду і знань щодо ведення бізнесу в зовнішньоекономічній сфері.
В 1990 році практично все стало дефіцитом. Гонитва за товарами в цих умовах витісняла всі інші цілі, людина перебувала в постійному напруженні.

## Інші відображення в рамках радянського життя
Наявність хронічного дефіциту призвела до формування у радянських людей потреби постійно створювати запаси, коли окремі продукти харчування купували мішками, а балкони та лоджії перетворювалися на місця зберігання непотребу — на відміну від розвинутих країн, де балкони є місцями відпочинку.
Існували також продуктові «пайки», які продавались на підприємствах і лише їхнім працівникам.
Хронічний дефіцит також призвів до виникнення специфічних відносин між людьми та навіть підприємствами. З'явились спекулянти, які перепродавали дефіцитні товари з націнкою та підприємства, які «обмінювали» окремі товари та послуги на дефіцитні, що, загалом, неможливо у країнах з розвинутими ринковими відносинами.

### В літературі
Аркадій Райкін (Дифисыт, вкус спицифисский), Михайло Булгаков «Майстер і Маргарита» (житлове питання), «штовхач» (рос. «толкач»), Роман Карцев і Віктор Ільченко (Склад).

### В кіно
- «Живіть в радості» (1978) — сільський винахідник їде до райцентру шукати мостобудівну техніку для будівництва моста і потрапляє до рук шахраїв.
- «Іван Васильович змінює професію» (1973) — інженер Шурик купує радіодеталі у спекулянта, оскільки в торговій мережі їх купити неможливо.
- «Москва сльозам не вірить» (1979) — в першій серії Антон, заступник начальника Главку, пригощає героїнь дефіцитними консервами, у другій героїня вимагає подолати нестачу цистерн.